# Chvojník dvouklasý

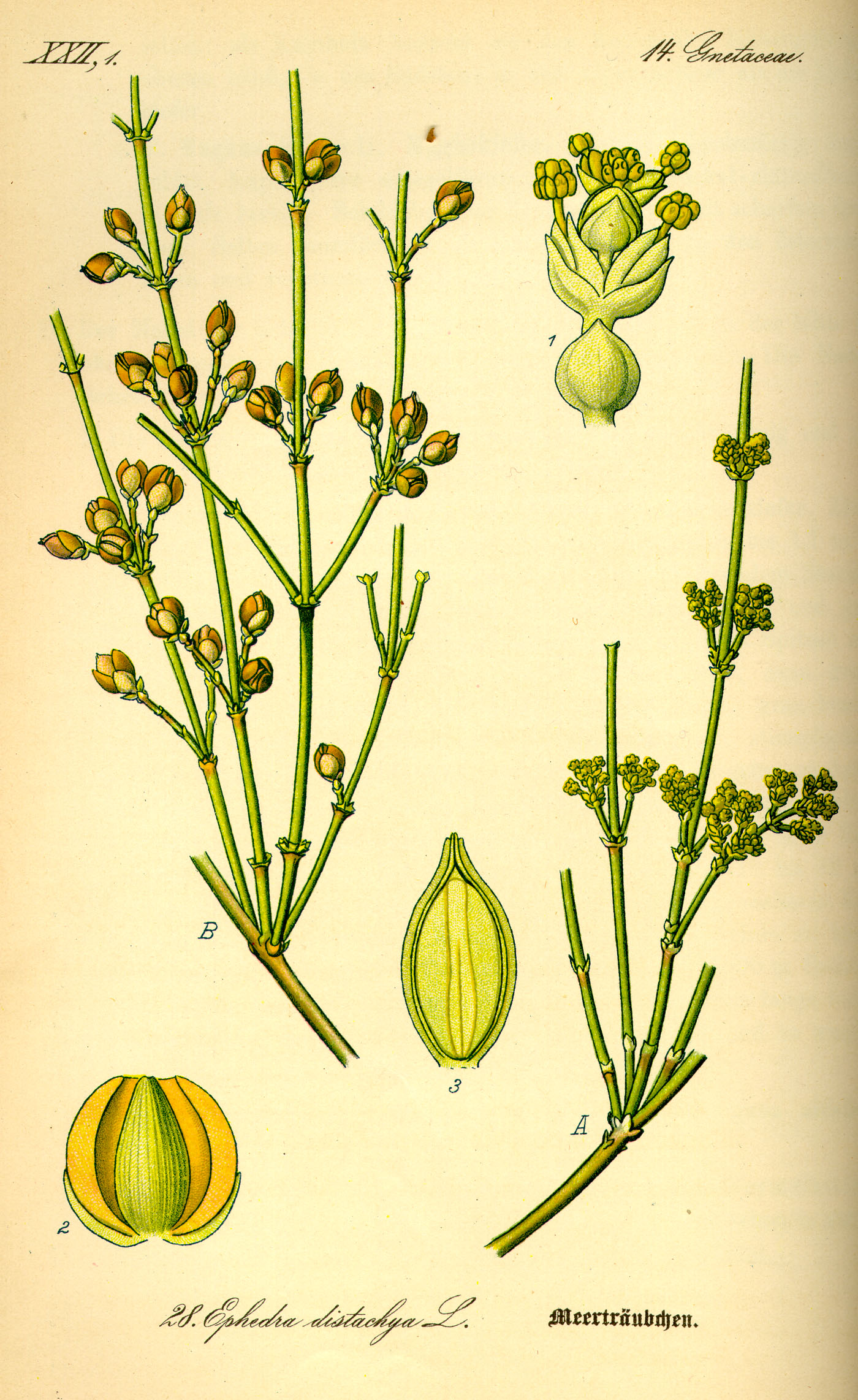
Chvojník dvouklasý v detailu vlevo samičí, vpravo samčí rostlina

Chvojník dvouklasý (Ephedra distachya), zvaný také chvojník obecný, je stálezelená nahosemenná rostlina z čeledi chvojníkovitých.

## Rozšíření
Tento druh chvojníku je rozšířen od pobřeží jihoevropského Atlantiku přes středomořský region, jižní a západní údolí Alp, Panonskou pánev (vzácně i na jižním Slovensku v oblasti Štúrova), stepní oblasti u Černého moře, pobřeží Krymského poloostrova až po západní Sibiř a Střední Asii.
Přednostně roste na navátých píscích a na územích s nevýživnou, suchou a propustnou půdou. Vyskytuje se v pobřežních i horských regionech se skalnatým nebo písčitým podložím, stejně jako ve stepích a v travnatých krajinách.

## Popis
Chvojník dvouklasý je dvoudomý, neopadavý, silně rozvětvený, metlovitý keř, vysoký až 60 cm. Větve jsou silné 2 mm, strnule vzpřímené, válcovité, členěné uzlinami a podélně rýhované. Barvu mají zelenou a jsou fotosyntetizující. Listy jsou velmi nenápadné, dosahují délky maximálně do 2 mm, jsou vstřícné, šupinovité.
Keř kvete od května do září, "květy" – šištice jsou vždy jednopohlavné. Samičí šištice jsou nazelenalé a vyrůstají na brachyblastech, vajíčka mají chráněna obaly připomínající listeny. Samčí jsou nažloutlé, mají jednu "tyčinku" s výtrusnicemi.
Nepravé bobulovité plody jsou červené, mají v dužnatém obalu jedno semeno a jsou shloučené do šišticovitého plodenství, dozrávají na podzim.

## Využití
Nať chvojníku dvouklasého, shodně s ostatními chvojníky, obsahuje aromatické sloučeniny, flavonoidy a několik alkaloidů, z nichž nejdůležitější je efedrin. Efedrin se používá v lékařství jako prostředku na astma, nemoci dýchací soustavy, alergie a jako stimulant, případně je zneužíván k přípravě drog, např. pervitinu. Zdravotnictví nyní používá pouze efedrin vyráběný průmyslově, takže význam chvojníku jako léčivé rostliny vymizel.
Přírodní drogy se používá pouze v drobném lidovém léčitelství nebo ve velkém v asijské medicíně, tyto neregistrované medikamenty je do České republiky zakázáno dovážet.

## Ohrožení
Přestože se tento druh vyskytuje v tak širokém regionu, hrozí v mnoha oblastech jeho vymizení. Na Slovensku je zařazen ke kriticky ohroženým druhům (CR) a je tam chráněn zákonem. Jeho společenská hodnota byla v roce 2003 vyčíslena na 3000 Sk.
Obdobně je o jeho ochranu postaráno i v Maďarsku, kde jeho společenská hodnota je 100 000 Ft.

## Taxonomie
V Evropě se vyskytují tyto tři poddruhy chvojníku dvouklasého:
- Ephedra distachya L. subsp. distachya
- Ephedra distachya subsp. helvetica (C. A. Mey.) Asch. et Graebn.
- Ephedra distachya subsp. monostachya (L.) Riedl[6]